# 郭季芳
郭季芳（1920年—），女，广东顺德人，中国植物生理学家，曾任中国科学院植物研究所研究员、博士生导师。